# 아이싱크
아이싱크(iSync)는 애플이 제공하는 동기화 소프트웨어이다. 맥 OS X에서만 작동하며 iCal이나 주소록과 같은 프로그램의 일정이나 주소록 들을 .Mac이나 아이팟, 그리고 기타 지원하는 장비들과 동기화하는 기능을 한다. SyncML을 이용하여 휴대 전화나 팜 OS 등의 PDA들과도 작동 가능하다. 맥 OS X 10.4 이전 버전에서는 .Mac 사용자에게 사파리의 즐겨찾기 자료 동기화 기능도 제공한다.
맥 OS X 10.4부터는 이 부분이 동기화 서비스 프레임워크 로 넘어와서 다른 개발자들이 자신들이 개발한 프로그램에 동기 기능을 사용할 수 있게 하였다. iPod의 동기화 기능은 아이튠즈로 넘어오고, .Mac과의 동기화는 현재 .Mac Sync가 하게 되어  iSync는 휴대전화, PDA, 팜, 지원하는 스마트폰 등 과의 동기화를 지원한다.
아이싱크는 맥 OS X 버전 10.7 (라이언)에서 제거되었다.

## 버전 기록
| 아이싱크 버전 | OS 버전 | OS 버전 | OS 버전 | OS 버전 | OS 버전 | 발표 일자        | 기능 |
|               | 10.2    | 10.3    | 10.4    | 10.5    | 10.6    |                  | |
| ------------- | ------- | ------- | ------- | ------- | ------- | ---------------- | --- |
| 3.1           |         |         |         |         | 지원    | 2009년 8월 28일  | 맥 OS X 10.6.의 일부로 출시. 마지막 버전.                                                                                           |
| 3.0.2         |         |         |         | 지원    |         | 2008년 5월 28일  | 맥 OS X 10.5.3의 일부로 출시. |
| 3.0           |         |         |         | 지원    |         | 2007년 10월 26일 | 맥 OS X 10.5.의 일부로 출시. |
| 2.4           |         |         | 지원    |         |         | 2007년 3월 13일  | 맥 OS X 10.4.9 업데이트의 일부로 제공. 모토로라, 노키아, 소니 에릭슨 사의 기기 지원 추가 및 삼성 제품 2개에 대해서 지원을 제공한다. |
| 2.3           |         |         | 지원    |         |         | 2006년 6월 27일  | 맥 OS X 10.4.7 업데이트의 일부로 제공. 새로운 기기 지원 추가.                                                                       |
| 2.2           |         |         | 지원    |         |         | 2006년 4월 3일   | 맥 OS X 10.4.6 업데이트의 일부로 제공. 노키아 40 시리즈 등, 새로운 기기 지원 추가.                                                  |
| 2.1.1         |         |         | 지원    |         |         | 2006년 1월 10일  | 맥 OS X 10.4.4 업데이트의 일부로 제공. 새로운 기기 지원 추가.                                                                       |
| 2.1           |         |         | 지원    |         |         | 2005년 7월 11일  | 기기 지원 추가 |
| 2.0           |         |         | 지원    |         |         | 2005년 4월 29일  | 맥 OS X 10.4의 일부로 출시. iSync는 외부 기기와의 자료 동기를 담당한다. 컴퓨터간의 동기화는 운영 체제가 담당한다.                   |
| 1.5           | 지원    | 지원    |         |         |         | 2004년 8월 10일  | 기기 지원 추가 |
| 1.4           | 지원    | 지원    |         |         |         | 2004년 2월 17일  | 심비안의 휴대 전화나 iPod mini 등 기기 지원 추가.                                                                                   |
| 1.3           | 지원    | 지원    |         |         |         | 2003년 10월 24일 | 맥 OS X 10.3 에 포함되어 출시. 지원 기기 추가.                                                                                      |
| 1.2.1         | 지원    |         |         |         |         | 2003년 10월 8일  | 기기 지원 추가, 심비안 휴대 전화용 일정 지원.                                                                                       |
| 1.1           | 지원    |         |         |         |         | 2003년 6월 3일   | 기기 지원 추가. .Mac과 컴퓨터사이의 즐겨찾기 동기 기능의 추가.                                                                      |
| 1.0           | 지원    |         |         |         |         | 2003년 1월 2일   | 정식 버전으로 첫 출시. |

## 같이 보기
- SyncML

## 참조
1. ↑  “보관된 사본”. 2014년 1월 2일에 원본 문서에서 보존된 문서. 2014년 1월 1일에 확인함.